# Yingkou
Yingkou (chinois : 营口 ; pinyin : Yíngkǒu) est une ville de la province du Liaoning dans le Dongbei, en Chine, située à l'embouchure du Liao dans la mer de Bohai.

## Toponymie
La ville côtière faisait partie, pendant les royaumes combattants de l'état de Yan. Sous la dynastie Ming, elle est établie autour du village du Bœuf (牛庄, niúzhuāng, Wade : Newchwang) appelée Haizhou wei (海州卫 / 海州衛, hǎizhōu wèi), puis, Meigouying (没沟营 / 没溝營, méigōuyíng), abrégée en Yingzi, (chinois : 营子 ; pinyin : yíngzǐ ; EFEO : Ing-Tze) sous les Qing, jusqu'au temps du Mandchoukouo (1932-1945) qui y entretenait une base marine.

## Économie
En 2004, le PIB total a été de 31,8 milliards de yuans.

## Subdivisions administratives
La ville-préfecture de Yingkou exerce sa juridiction sur six subdivisions - quatre districts et deux villes-districts :
- le district de Zhanqian - 站前区 Zhànqián Qū ;
- le district de Xishi - 西市区 Xīshì Qū ;
- le district de Bayuquan - 鲅鱼圈区 Bàyúquān Qū ;
- le district de Laobian - 老边区 Lǎobiān Qū ;
- la ville de Dashiqiao - 大石桥市 Dàshíqiáo Shì ;
- la ville de Gaizhou - 盖州市 Gàizhōu Shì.

## Galerie

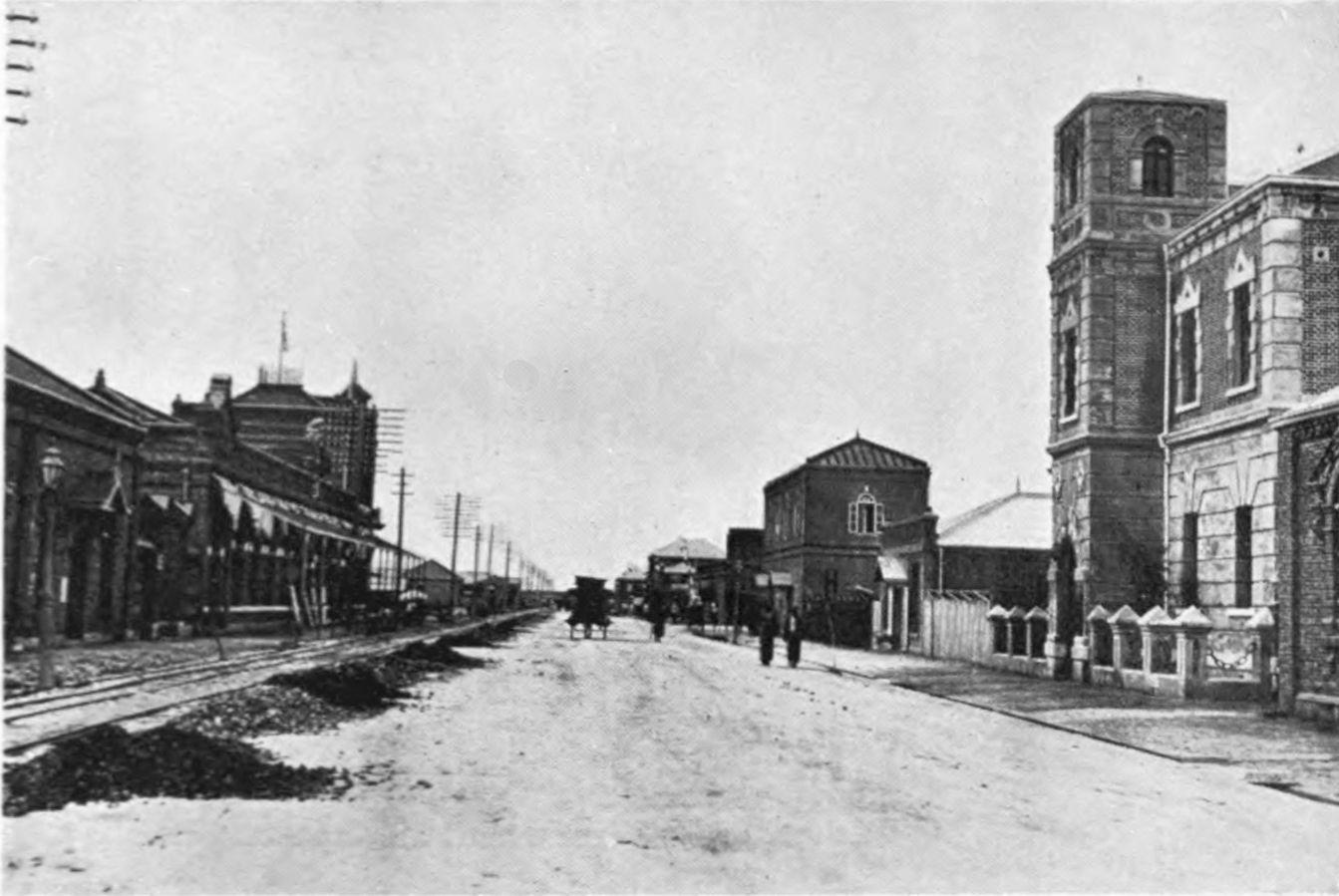
Une rue de la concession japonaise de Newchwang en 1908.
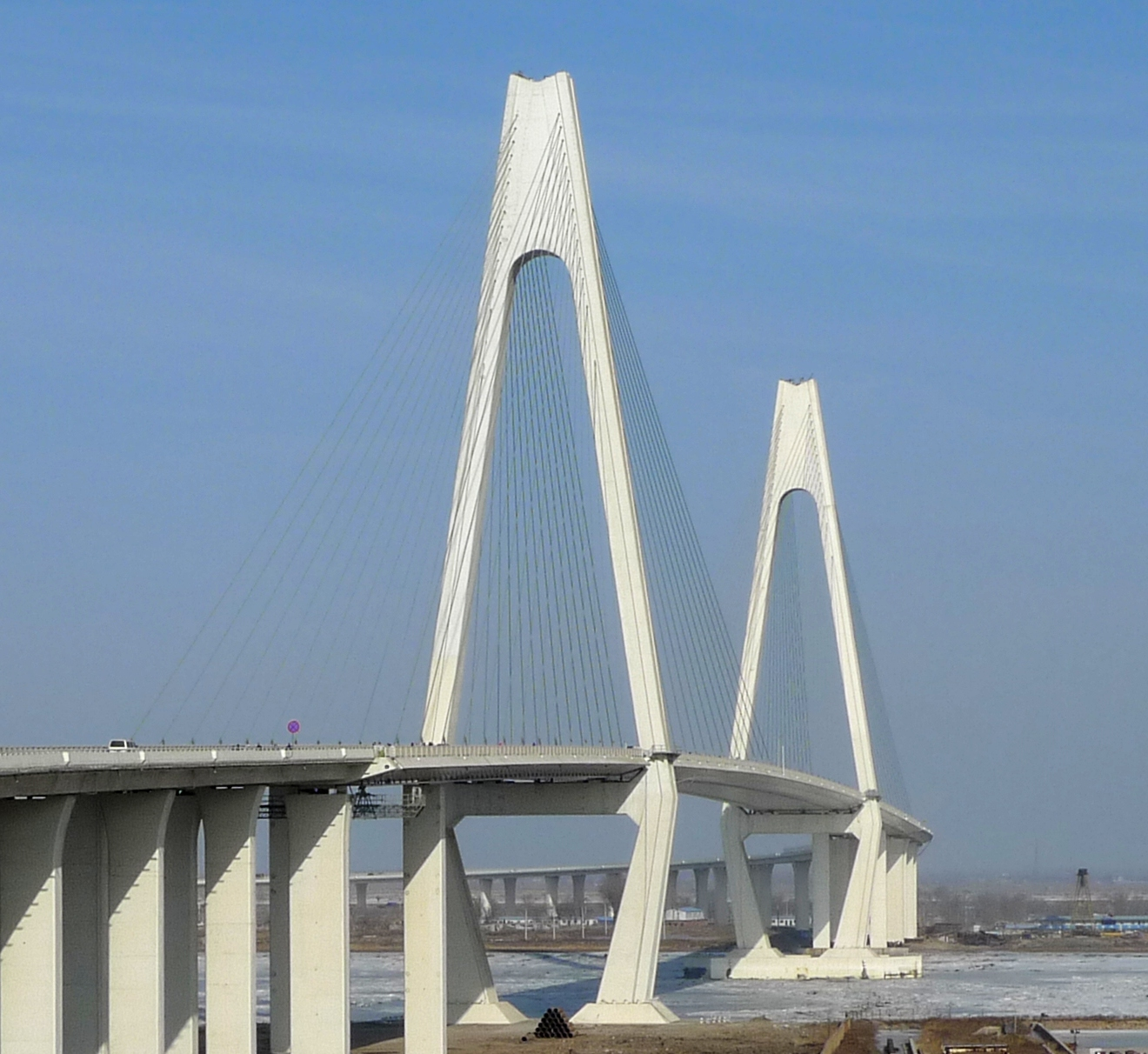
Le pont sur le fleuve Liao.

## Personnalités
- Marie-Félix Choulet (1854-1923), missionnaire français et évêque, est mort à Yingkou.
- Yao Jingyuan (1958-), champion olympique d’haltérophilie.